# Brasénie de Schreber
Brasenia schreberi
Genre
Espèce
Classification APG III (2009)
Synonymes
- Brasenia nymphoides
- Brasenia peltata
- Hydropeltis purpurea

La Brasénie de Schreber (Brasenia schreberi), est une espèce de plantes à fleurs de la famille des Cabombaceae qui est originaire des régions tempérées et subtropicales d'Afrique, d'Asie, d'Australie et d'Amérique. C'est la seule unique espèce classée dans le genre Brasenia.

## Étymologie
Le nom spécifique vient du botaniste allemand J.-Ch. von Schreber (1739–1810).

## Description
La Brasénie de Schreber est une plante herbacée vivace aquatique à rhizome. Les feuilles flottantes presque rondes, mesurent 6 cm de diamètre et portent chacun un long pétiole. La fleur pourpre mesure entre 10 et 12 mm de diamètre et possède des étamines voyantes,,.

## Habitat et distribution
Présente en Amérique du Nord dans l'est des États-Unis et des régions tropicales, en Afrique Occidentale, en Asie du Sud et en Australie, elle pousse dans des sols vaseux ensoleillées des eaux peu profondes et calmes,.

## Utilisations

### Alimentaires
En Chine, on utilise la plante cuite avec de la carpe et du tofu. Le coréens en font une tisane.

### Médicaux
La Brasénie de Schreber est utilisé à des fins médicinales par les aborigènes américains pour ses propriétés anthelminthiques et astringentes.

### Horticole
Elle est aussi utilisée comme plante ornementale des bordures des étangs.

#### Pour l'espèce
- (fr + en) ITIS : Brasenia schreberi
- (en) NCBI : Brasenia schreberi (taxons inclus)

#### Pour le genre
- (fr + en) ITIS : Brasenia
- (en) NCBI : Brasenia (taxons inclus)